# Superpohár UEFA 1978
Pátý ročník Superpoháru UEFA se odehrával na dva zápasy mezi vítězem Poháru vítězů pohárů v ročníku 1977/78 – RSC Anderlecht a vítězem Poháru mistrů evropských zemí v stejném ročníku Liverpool FC, který titul obhajoval.

## Zápas

### 1. zápas
| 4. prosince 1978                                |       |              |                                                                     |
| RSC Anderlecht                                  | 3 : 1 | Liverpool FC | Emile Versé Stadium, Brusel diváci: 35.000 rozhodčí: Károly Palotai |
| Vercauteren 7' Van der Elst 38' Rensenbrink 87' |       | 27' Case     | Emile Versé Stadium, Brusel diváci: 35.000 rozhodčí: Károly Palotai |

### 2. zápas
| 19. prosince 1978         |       |                  |                                                            |
| Liverpool FC              | 2 : 1 | RSC Anderlecht   | Anfield, Liverpool diváci: 23.598 rozhodčí: Nicolae Rainea |
| Hughes 13' Fairclough 87' |       | 71' Van der Elst | Anfield, Liverpool diváci: 23.598 rozhodčí: Nicolae Rainea |

## Vítěz
| Superpohár UEFA 1978 RSC Anderlecht (2. vítězství) |